# Porphyrophora nuda
Porphyrophora nuda är en insektsart som först beskrevs av Archangelskaya 1935.  Porphyrophora nuda ingår i släktet Porphyrophora och familjen pärlsköldlöss. Inga underarter finns listade i Catalogue of Life.